# 81. вечити дерби у фудбалу
81. вечити дерби у фудбалу је фудбалска утакмица одиграна у Београду 6. септембра 1987. године, између Црвене звезде и Партизана. Утакмица се завршила резултатом 3 : 2 (1 : 1) за Црвену звезду. 

## Ток утакмице
Тај 81. вечити дерби фудбалери Црвене звезде дочекали су после неубедљивог старта у сезони, а Партизан пред важну утакмицу Купа УЕФА и двомеч против Фљамуртарија из Албаније. Вечити дерби игран је у петом колу, а црвено-бели су пре окршаја са црно-белима у прва четири кола играли нерешено против Хајдука, славили против Приштине у Београду са 7:1, изгубили на „Чаиру“ од Радничког из Ниша и са загребачким Динамом одиграли без голова.
Са друге стране, Партизан је дерби дочекао са још горим скором. Победили су Војводину, играли нерешено против Вележа у Мостару, а онда уписали два пораза, од Челика у Београду и Вардара у Скопљу.
Тренер Црвене звезде био је Велибор Васовић, једини човек који је као играч носио дрес два највећа српска клуба и као тренер седео на клупе највећих ривала. Велико фудбалско име, ауторитет који се није доводио у питање, ето такав је био Велибор Васовић који је сјајно функционисао са техничким директором Драганом Џајићем. Родом из Пожаревца, после смрти оца преселио се у Београд као дете са мајком и породицом. Био је један од ретких фудбалера у то време са факултетском дипломом, пошто је у младости дипломирао на Правном факултету у Београду.
На клупи Партизана седео је Фахрудин Јусуфи. Био је играчка легенда Партизана, који је као десни бек црно-бели дрес носио пуних девет година. Рођен је у место Зли Поток у општини Гора на Косову и Метохији. И он је као дечак дошао у Београд са породицом и заволео фудбал. Навијачи су волели атрактиван фудбал који је форсирао, али је често био у колизији са управом, због пораза који је много сметао челницима клуба.
Велибор Васовић извео је изразито нападачку поставу и следећих стартних 11 у том 81. дербију: Стеван Стојановић - Жарко Ђуровић, Славко Радовановић, Миодраг Кривокапић, Слободан Маровић - Горан Милојевић, Роберт Просинечки, Драган Стојковић - Драгиша Бинић, Хусреф Мусемић, Борислав Цветковић. Шансу су у другом делу добили Митар Мркела и Дејан Јоксимовић. Драган Стојковић Пикси био је највећа звезда у тадашњој лиги, човек око којег се вртела игра Звезде, иако је имао доста проблема са тренером Васовићем, који није трпео недисциплину и атрактивне потезе за публику.
Фахрудин Јусуфи одлучио се за следећих 11: Бранислав Ђукановић - Миодраг Бајовић, Александар Ђорђевић, Владимир Вермезовић, Никица Клинчарски - Адмир Смајић, Љубомир Радановић, Горан Стевановић - Фадиљ Вокри, Милко Ђуровски, Небојша Вучићевић. Прилику у наставку добили су Слађан Шћеповић и дебитант Милинко Пантић. Занимљиво, у одбрани Партизана играо је Александар Ђорђевић, фудбалер који никада није остварио свој потенцијал. Био је капитен генерације у репрезентацији која је 1987. освојила Светско првенство, али није отишао у Чиле, јер је пре тога добио црвени картон на ЕП, што га је елиминисало из конкуренције, иако је био лидер и вођа на терену.
Утакмица је одиграна на дупке пуном стадиону ЈНА у Хумској пред 55.000 људи. Атмосфера је била сјајна, навијачи оба клуба жестоко су навијали, а није било ни претераних увреда за противничке фудбалере, мада су симпатизери Црвене звезде и даље тешко подносили "издају" Милка Ђуровског.
Већ на почетку утакмице уследио је шок за навијаче Партизана и епски потез Драгана Стојковића Пиксија који је ушао у анале српског фудбала. Наиме, игран је пети минут када је Црвена звезда имала корнер. Пикси, шмекер и велики зналац у копачкама, прво је показао руком ка голу противника, онда навукао леву штуцну и одлучио се на несвакидашњи потез. Директно из корнера матирао је целокупну одбрану Партизана и скоро двометраша из Никшића, голмана Бранислава Ђукановића. Потез вредан дивљења за ерупцију одушевљења на северној трибини. И није било ово први пут да Пикси даје голове из корнера, урадио је то и против Белишћа у купу.
Партизан јесте био у нокдауну, али се брзо вратио у игру. Већ у 26. минуту стигло је изједначење после прекида у режији Горана Плавог Стевановића којег је у главу погодио Небојша Вучићевић. Жестоко су се бунили играчи Звезде због тог фаула, јер су сматрали да Славко Радовановић није направио прекршај над Фадиљом Вокријем.
Шансе су се ређале испред оба гола, играло се у високом ритму са много трчања и прелепих потеза на обе стране. Стеван Стојановић скинуо је зицер Фадиљу Вокрију у 38. минуту, али се на одмор отишло са 1:1.
Прави фудбалски спектакл уследио је у завршних 45 минута. Митар Мркела је заменио Драгишу Бинића и одмах имао шансу, али му је голман Партизана Ђукановић скинуо лопту у ситуацији "један на један". Али, у 54. минуту Звезда после притиска долази до вођства када сјајан продор Слободана Маровића крунише Бора Цветковић ударцем главом. Само два минута касније, уследио је мат у два потеза. Роберт Просинечки је узео лопту играчима Партизана, упутио милиметарски прецизан пас ка Бори Цветковићу, који је брзином ветра оставио целокупну одбрану Партизана иза себе и матирао голмана црно-белих за 3:1.
Чим се кренуло са центра Небојша Вучићевић показује какав је мајстор био у копачкама. Промешао је дриблинзима неколико играча Црвене звезде и у маниру расног стрелца у 57. минуту погодио мрежу Стевана Стојановића. Узбуђења нису изостајала, нападао је жестоко Партизан, стварао шансе, али је бриљирао тада млади Стеван Стојановић, који је скинуо два зицера Фадиљу Вокрију и Милку Ђуровском. Могао је Драган Стојковић Пикси све да реши у 76. минуту када је после соло продора шутирао у право у голмана Партизана.